# Schloss Polnisch Krawarn

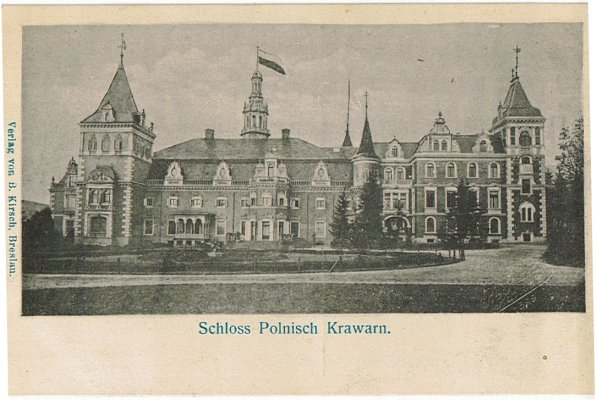
Schloss Polnisch Krawarn, 1899

Das Schloss Polnisch Krawarn befindet sich in dem oberschlesischen Dorf Krowiarki (deutsch Preußisch Krawarn; bis 1914 Polnisch Krawarn), einem Ortsteil der Gemeinde Pietrowice Wielkie im Powiat Raciborski und war unter anderem Wohnsitz derer von Strachwitz sowie der Grafenfamilie Henckel von Donnersmarck (ab 1911 Henckel-Gaschin). Weitere Schreibweise: Schloss Preußisch Krawarn.

## Geschichte

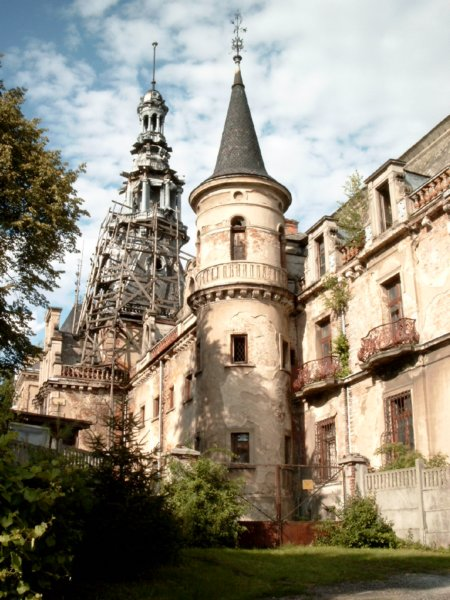
Zustand des Schlosses 2005

In Krowiarki stand, vor der Erbauung des jetzigen Palastes, ein hölzernes Schloss aus dem Jahre 1678. Es wurde von der Familie derer von Bees errichtet und geriet 1690 in die Hände von Leopold Paczynski. Ab 1800 waren die Grafen Strachwitz Besitzer.
1826 wurde ein gemauertes Gebäude von Ernst Joachim von Strachwitz erbaut, wobei es von 1852 bis 1887 von Nikolaus Strachwitz erneut umgebaut wurde. Der Architekt Walter Kyllmann war an dem Umbau beteiligt. Karl Strachwitz verkaufte das Dorf an den Grafen Gaschin im Jahr 1842. Nach der Trauung von Gräfin Wanda von Gaschin mit Hugo II. Henckel von Donnersmarck im Jahre 1856 ging der Palast an die Grafenfamilie Henckel von Donnersmarck über.
Ein Brand im Jahre 1892 vernichtete vor allem den hölzernen Nordflügel des Schlosses, worauf 1896 der Palast sein heutiges Aussehen annahm, als der Anbau eines Flügels aus Backstein beendet wurde. Der ältere Schlossflügel wurde im Neorenaissance- und Neobarockstil ausgeführt, ist verputzt, mit einer rötlichen Farbe bestrichen und hat ein ausgebautes Mansarddach. Mittig ragt ein großer Turm im Neobarockstil in die Höhe. Das Gebäude des Palastes hat viele dekorative Objekte, wie Kartuschen, oder Masken. Das zwei- bis vierstöckige Gebäude ist in 115 Zimmer und 30 Kellerräume aufgeteilt. Die drei bekanntesten davon sind der Ballsaal, der Braune Saal und der Mauretanische Saal.

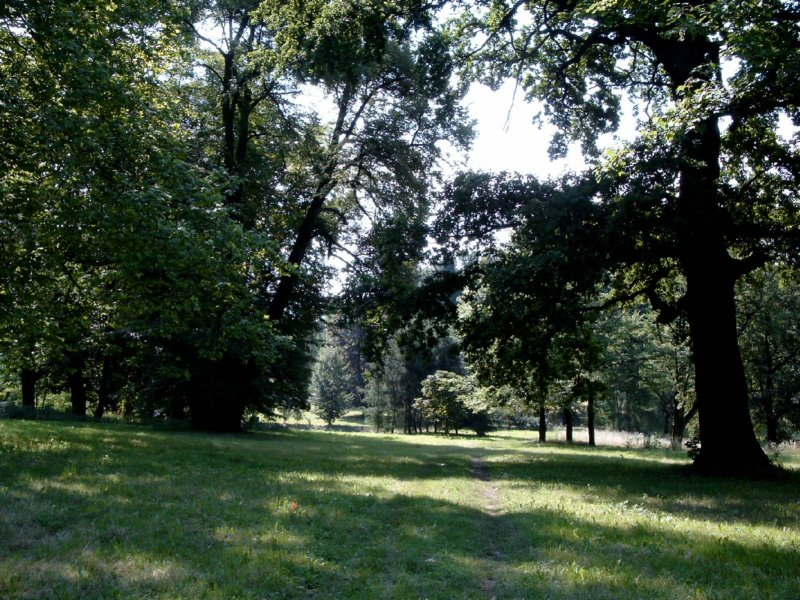
Schloss-Park,
ca. 18 ha

Edgar, der Sohn Hugos II., hatte hier seit 1911 seinen Wohnsitz und begründete die Familie von Henckel-Gaschin. 1939 war der Palast im Besitz von Hans II. Graf Henckel-Gaschin. Bis zum Jahr 1945 war der Palast im Besitz dieser Familie. Kurz vor dem Anrücken der Roten Armee hat die Familie Preußisch Krawarn verlassen. Nach dem Krieg wurde das Gebäude als Parteischule, Kinderheim und Krankenhaus genutzt. In den 1980er Jahren wurde es verlassen und bis heute (2006) steht es leer. Der Zustand des Schlosses verschlechterte sich im Laufe der Zeit und erfordert eine Generalrenovierung.

## Schlosspark
Zum Palastkomplex gehört der englische Park mit circa 18 Hektar Fläche. Es sind viele verschiedene, wie auch exotische Baumarten zu finden. Er wurde im 17. Jahrhundert angelegt und von 1852 bis 1877 von Nikolaus Strachwitz umgestaltet.

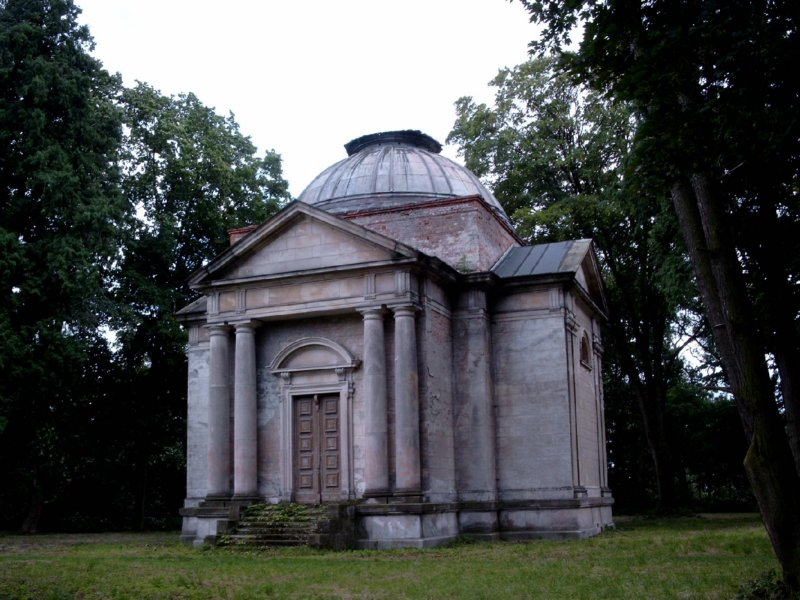
Mausoleum der Grafen Henckel von Donnersmarck

Das Mausoleum, Familiengruft der Donnersmarcks, wurde um 1870 im neoklassizistischen Stil erbaut. Das Gebäude hat einen kreuzförmigen Grundriss und an den Eingangsseiten jeweils vier Säulen. Die Gruft hat eine mit Blech bedeckte Kuppel.
Ungefähr 100 Meter nordwestlich der Gruft waren ein Tennisplatz und ein Pavillon, wo sich die Grafen-Familie aufhielt. Weitere Gebäude sind das Kavaliershaus und die Remise mit Stall und Reitbahn, von der Mitte des 19. Jahrhunderts. Der Schlosshof wurde 1877 erbaut. Zum Besitz des Grafen gehörten nicht nur der Palast und der Schlosshof, sondern auch der Amandhof, der Niklashof, die Wandaremise, das Gut Thurmas oder das Gut Makau.

## Schlosskirche

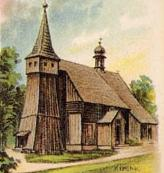
Schrotholzkirche, Litho, 1900

1910 wurde eine größere, gemauerte Kirche im Dorf erbaut. Die damals noch existierende alte Schrotholzkirche wurde daraufhin 1913 von Graf Edgar Henckel von Donnersmarck erworben und erneuert, da sie in einen kritischen Zustand geraten war und von den Bewohnern nicht mehr genutzt wurde. Daraufhin wurde die Holzkirche zur Schlosskirche. Sie war ganz aus Holz und innen sehr schön ausgestattet. Sie wurde im Zweiten Weltkrieg von zwei Fliegerbomben zerstört.